# Punaise rouge du chou
Eurydema ornata
Espèce
Synonymes
- Eurydema ornatum (Linnaeus, 1758)[1]

La Punaise rouge du chou, ou Punaise ornée (Eurydema ornata), est une espèce d'insectes hémiptères hétéroptères de la famille des Pentatomidae.

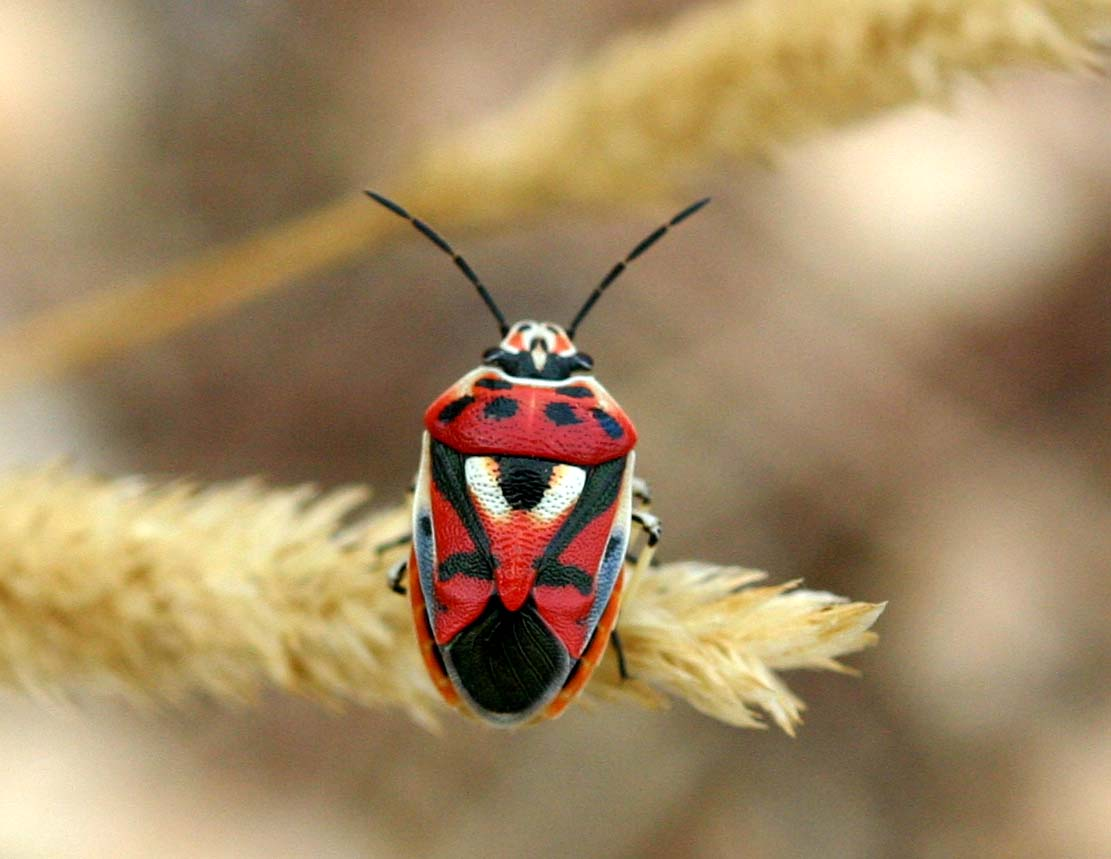
Eurydema ornata

Cette punaise est un déprédateur du chou et de diverses espèces de Brassicaceae (crucifères) sauvages et cultivées, ainsi que de Poaceae (graminées) et de la pomme de terre. Les dégâts aux cultures sont causés par les adultes qui se nourrissent en piquant le limbe des feuilles.

## Description
Cette punaise possède des antennes à cinq articles, comme tous les insectes de la famille des Pentatomidae (penta = 5). Son scutellum recouvre la moitié antérieure des ailes qui sont donc en partie visibles. Chez les punaises immatures, le rouge est remplacé par le jaune orangé. Il existe une autre espèce très proche, la punaise du chou avec laquelle elle peut être confondue.

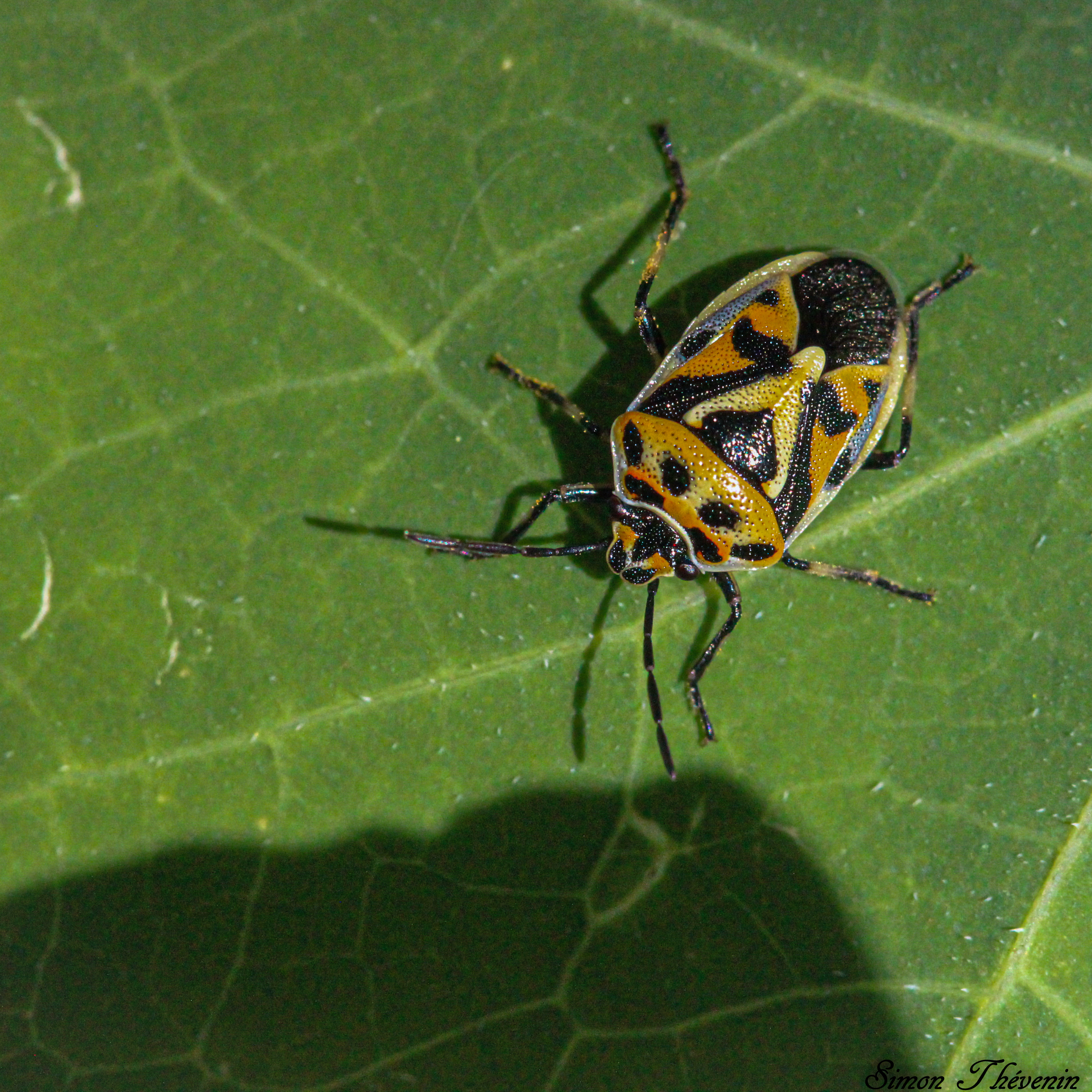
Eurydema ornata adulte de couleur jaune-orangé

## Écologie
Les imagos, qui mesurent de 6 à 8 mm, hibernent et apparaissent au printemps pour se nourrir et s'accoupler. Le mâle émet des phéromones pour attirer la femelle (et non l'inverse, comme chez les lépidoptères). Les adultes et les larves se développent sur les brassicacées (anciennement crucifères) comme les choux et les navets et parfois sur les apiacées sauvages dont la Punaise rouge du chou suce la sève, comme sa cousine Eurydema oleracea. Elle peut également chasser de petites chenilles avec son rostre.
La femelle pond une douzaine d'œufs (blancs cerclés de noir) qui donnent naissance après environ trois semaines à de jeunes larves qui sucent immédiatement la sève de la plante hôte. Au bout de cinq mues, l'imago apparaît. Au printemps suivant après hibernation, sa couleur s'éclaircit progressivement.